# Braunsia wallacei
Braunsia wallacei är en stekelart som beskrevs av Turner 1918. Braunsia wallacei ingår i släktet Braunsia och familjen bracksteklar. Inga underarter finns listade.